# Aake
奥克，使用于芬兰、挪威及瑞典的芬兰语、挪威语及瑞典语男性名。以下知名人物使用此名：
- 奥克·卡利亚拉（芬蘭語：Aake Kalliala）（1950年10月5日-），芬兰演员。
- 奥克·安克尔-奥尔丁（1899年12月18日-1979年6月9日），挪威律师和公务员。